# 鄂西鼠李
鄂西鼠李（学名：Rhamnus tzekweiensis）为鼠李科鼠李属下的一个种。

## 扩展阅读
- 維基物種上的相關：鄂西鼠李